# 北海道旅客鉄道厚岸自動車営業所

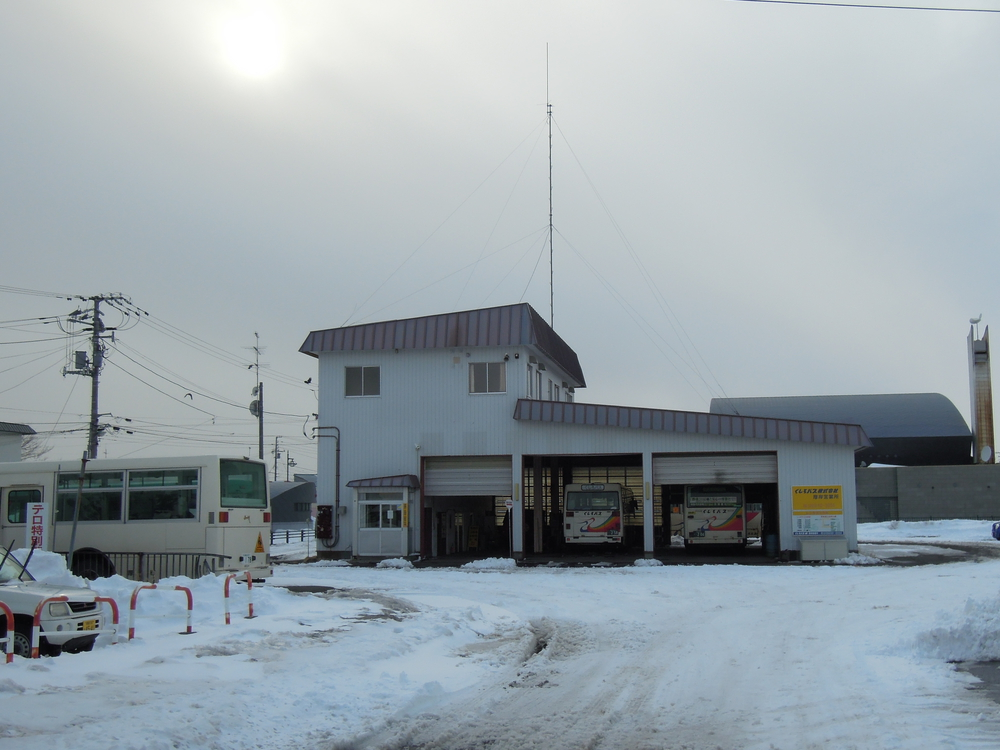
くしろバス厚岸営業所（旧：JR北海道バス厚岸営業所） 2014年3月

北海道旅客鉄道厚岸自動車営業所（ほっかいどうりょかくてつどうあっけしじどうしゃえいぎょうしょ）は、かつて存在した国鉄バス・北海道旅客鉄道バス（JR北海道バス）のバス営業所である。

## 所在地
- 北海道厚岸郡厚岸町宮園町203-1
（厚岸駅に隣接）

## 概説

### 開設までの動き
標茶村（現：標茶町）と太田村（現：厚岸町太田）の間には1938年（昭和13年）に殖民軌道知安別線が敷かれたが、ほとんど使われず数年後には撤去された。標茶村と厚岸町を結ぶ道路（現：北海道道14号厚岸標茶線）は経済の中心が厚岸町から釧路市へ移行するに連れて重要性は低下していたが、太田村の開拓が進んだことから交通機関の整備が課題となっていた。標茶村、太田村、厚岸町の3町村は、かつて菱川線として鉄道建設が計画された厚岸駅 - 太田 - 標茶駅の間に省営自動車路線を誘致することを決め、1945年（昭和20年）11月20日に札幌鉄道局へ3町村長連名の陳情書を提出した。陳情運動は実を結び、1947年（昭和22年）12月27日に厚岸自動車区と同区標茶派出所が開設され、厚岸 - 太田 - 標茶間でトラックによる生活物資輸送が開始された。
標茶村の虹別地区は標茶市街地とを直接結ぶ交通はなく、殖民軌道で別海村（現：別海町）の西春別駅へ出て標津線に乗り換える不便を強いられていた。標茶村では1949年（昭和24年）10月に標茶駅 - 虹別 - 計根別駅間などでバスおよびトラック路線の陳情を開始。1952年（昭和27年）に釧根線標茶駅 - 西別駅（後の別海駅）間で試験運行が開始され、1953年（昭和28年）2月20日より正式運行となった。同年11月28日には標茶駅 - 標茶高校間の運行も開始した。
厚岸線は1950年（昭和25年）に厚岸駅 - 太田間で試験運行を開始し、翌1951年（昭和26年）12月12日に正式運行となった。標茶へは路線免許延長申請を太田 - 標茶 - 弟子屈で行っており、同時期に東邦交通（現：くしろバス）が釧路 - 標茶 - 弟子屈、標茶町の製材工場会社が標茶 - 弟子屈の申請を行ったため、標茶 - 弟子屈間が三者競願となり調整が図られた。遅れること約2年後の1953年（昭和28年）11月28日、太田 - 標茶駅が開業し当初目的であった厚岸 - 標茶間が全通した。標茶 - 弟子屈の免許は東邦交通（現：くしろバス）が取得した。

### 開設後の動き
1951年（昭和26年）に運行開始した厚岸線は、鉄道線の短絡という使命の下に、厚岸駅と標茶駅を結ぶ路線として運行された路線である。1953年（昭和28年）には同様の使命を有する釧根線も標茶駅と西別駅（当時）を結ぶ路線として運行を開始している。また、1965年（昭和40年）には景勝地である尾岱沼への路線として尾岱沼線が開業した。尾岱沼線は、国鉄バスでは最東の路線となった。
しかし、釧根線は輸送人員が北海道内の国鉄バスの中でももっとも少ない部類で、バス利用者数の減少と合理化の中で、1977年には別海町内の路線は休止となり別海町営バスに代替。残された標茶 - 虹別間は通学輸送に特化したダイヤで存続した。厚岸線は厚岸町内での流動が多く、標茶側は2往復のみの運行であった。1991年（平成3年）に花咲線運輸営業所の直轄組織となることで鉄道との一貫輸送体系を強化する動きもあったが、1993年（平成5年）4月1日には厚岸線の下新拓以北と釧根線標茶 - 虹別が廃止され、標茶町有バスに代替された。
その後、厚岸自動車営業所は路線車両のみ4台配置、乗務員3名のみの体制になり、運行管理者は厚岸駅駅員が兼務することで、残った路線を維持するためにコストを極力抑える方策を採ったが、1997年（平成9年）12月10日限りで全線が廃止され、並行区間の多かったくしろバスに移管された。撤退後、敷地と設備はくしろバスに譲渡され、同社厚岸営業所が移転している。

### 年表
- 1947年（昭和22年）12月27日 厚岸駅 - 標茶駅間で貨物自動車路線開業。厚岸自動車区と同区標茶派出所開設。
- 1950年（昭和25年） 厚岸線、厚岸駅 - 太田間でバス試験運行開始。
- 1951年（昭和26年）12月12日 厚岸線、厚岸駅 - 太田間が開業。
- 1952年（昭和27年） 
  - 厚岸自動車営業所の貸切事業が免許。貸切事業の開始は北海道の国鉄バスでは様似自動車営業所と共に初めて。
  - 釧根線、標茶駅 - 西別間でバス試験運行開始。
- 1953年（昭和28年）
  - 2月20日 釧根線、標茶駅 - 西別間が開業。
  - 11月28日 厚岸線、太田 - 標茶駅間と釧線根、標茶駅 - 標茶高校間が開業。
- 1965年（昭和40年） 尾岱沼線、別海役場前 - 尾岱沼間が開業。
- 1972年（昭和47年）12月1日 厚岸線、浜厚岸 - 国泰寺間が開業。
- 1977年（昭和52年） 尾岱沼線全線と、釧根線の虹別 - 別海間を休止。1979年（昭和54年）11月15日に廃止。
- 1991年（平成3年） 花咲線運輸営業所の直轄組織となる。
- 1993年（平成5年）4月1日 釧根線全線と、厚岸線の下新拓 - 標茶間を廃止。
- 1997年（平成9年）12月11日 厚岸線全線廃止。厚岸自動車営業所は閉鎖[6]。

## 主な路線一覧

### 厚岸線
- 厚岸駅 - 太田 - 大別 - 下新拓 - 標茶駅
一部の便はそのまま釧根線の虹別まで直通していた。太田から厚岸までは停留所以外でも乗降が可能であった（フリー乗降制）[7]。
- 厚岸駅 - 国泰寺
1988年11月の時点では8往復と、並行路線を運行していた東邦交通（当時）より運行本数が多かった[8]。なお、時刻表では「国泰寺線」として案内されていた[7]。

### 釧根線
釧根本線

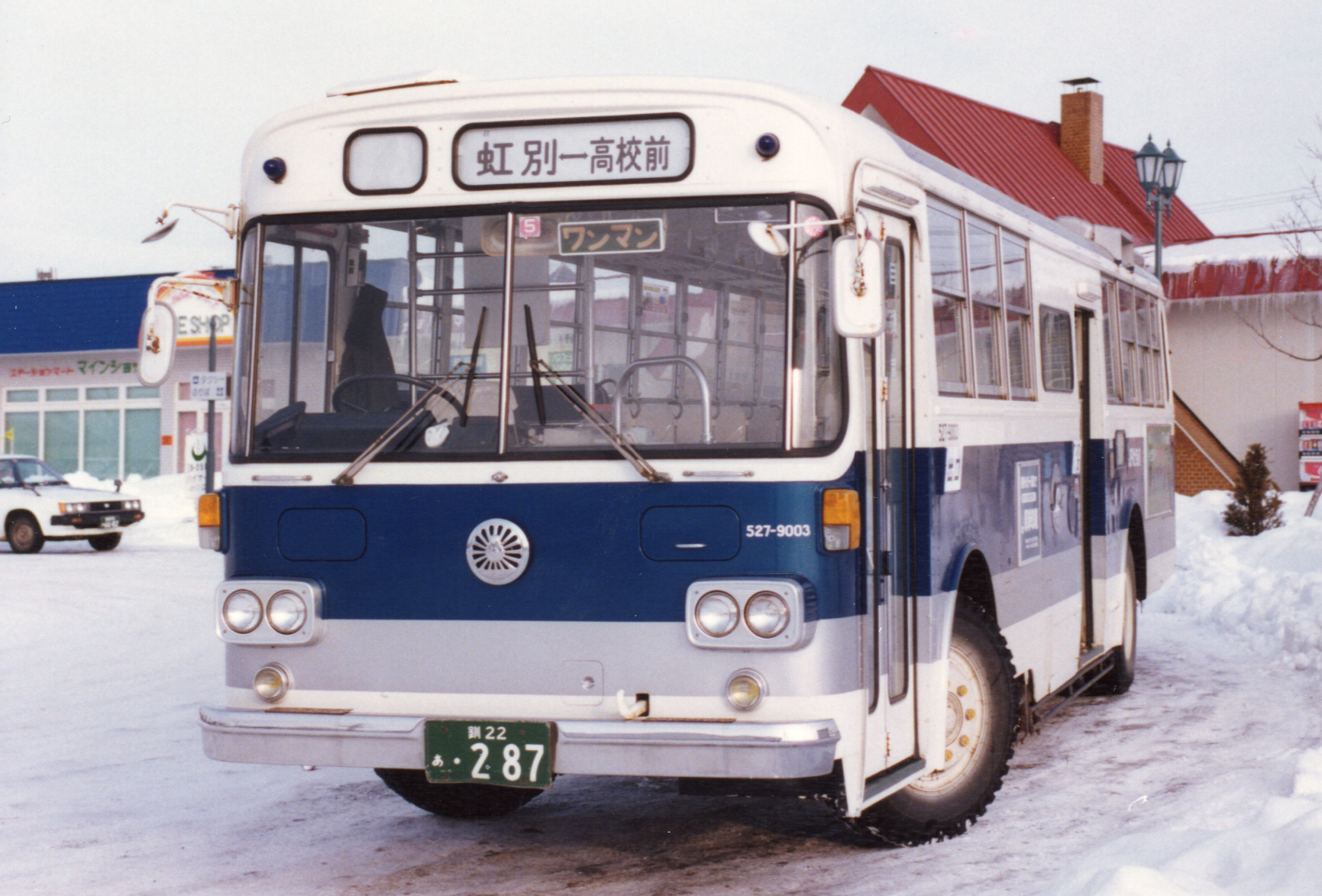
標茶駅前

- 標茶駅 - 北進 - 虹別 - 別海役場前 - 西別駅（のちの別海駅）
- 北進 - 西春別駅
- 標茶駅 - 標茶高校前

尾岱沼線
- 別海役場前 - 春別駅 - 尾岱沼

## 所属車両
主にいすゞ車・日野車が配置されていた。
1996年12月の時点では、路線車の配置が4台となっているうち、2台は非冷房の日野P-HT226A、2台は観光路線車を使用した予備車兼貸切車で、ハイデッカー（いすゞP-LV219Q）・標準床車（K-CQA550）が1台ずつ配置されていた。